# Avalon Hill
Avalon Hill er et amerikansk brætspilsforlag, som p.t. indgår i Hasbro-koncernen. Avalon Hill har udgivet klassikere som Diplomacy, Advanced Civilization, Advanced Squad Leader og Empires in Arms.
Avalon Hill udviklede også nogle af deres brætspil til computerspil i 1980'erne.

## Produktion
- 1830: Railroads and Robber Barons, 1986
- PC-version af 1830: Railroads and Robber Barons, 1994, (udviklet af SimTex)
- 5th Fleet, 1995, (udviklet af Stanley Associates)
- Achtung Spitfire!, 1997, (udviklet af Big Time Software)
- Advanced Civilization, 1996
- Afrika Corp
- Age of Renaissance
- Air Assault on Crete
- Aquire
- ASL
- Atlantic Storm
- Attack Sub
- Battle of The Bulge (65)
- Battle of The Bulge (81)
- Battle of The Bulge (91)
- Bismark
- Bitter Woods
- Blackbeard
- Blitzkreig
- Breakout Normandy
- Britannia
- By Fire & Sword, 1984
- Candidate
- Cavewars 1996
- Caesar at Alesia
- Circus Maximus
- Civil War, 1985
- Civilization, 1980
- Computer Acquire, 1984
- Computer Circus Maximus, 1985
- Computer Diplomacy, 1984
- Conquistador
- D-Day
- D-Day: America Invades, 1993, (udviklet af Atomic Games)
- Defiance, 1997, (udviklet af Visceral Productions)
- Diplomacy
- Dr. Ruth's Game of Sex, 1985
- Dune
- Empire ind i Arms
- Flat Top
- Flight Commander 2, 1995, (udviklet af Big Time Software)
- Football Strategy
- For the People
- Fortress Europa
- Freedom in the Galaxy
- Fuedal
- Gettysburg '64
- Gettysburg '88
- Gladiator
- Guerrilla
- Gulf Strike, 1984
- Guns of August
- Gunslinger
- Hannibal
- Hexagony
- History of the World, 1997
- Incunabula, 1986
- Jutland
- Kingmaker, 1994
- Kremlin
- London's Burning
- Maharaja
- Midway '64
- Midway '92
- Monsters Ravage America
- Naval War
- New World
- Operation Crusader, 1993, (udviklet af Atomic Games)
- Over the Reich, 1997, (udviklet af Big Time Software)
- PanzerBlitz
- Princess Ryan's Star Marines
- Rail Baron
- RAM, 1985
- Richthofen's War
- Robin Hood
- Russian Campaign
- Russian Front
- Samurai
- Slapshot
- Source of the Nile
- Speed Circuit
- Squad Leader
- Stalingrad, 1993, (udviklet af Atomic Games)
- Starship Troopers
- Stellar Conquest
- Storm over Arnhem
- Successors
- Super Football Sunday, 1982
- TacOps Classic, 1998
- Tactics II
- Third Reich, 1995
- Titan: The Arena
- Turning point Stalingrad
- Twixt
- UFO
- Under Fire, 1985
- Up Front
- Up Front - Banzaii
- Up Front - Desert War
- Victory in the Pacific
- War and Peace
- War at Sea
- We the People
- Win, Place, Show
- Wizard's Quest
- Wooden Ships & Iron Men, 1996, (udviklet af Stanley Associates)